# Bellary
Bellary là một thị xã và là nơi đặt hội đồng thành phố của quận Bellary thuộc bang Karnataka, Ấn Độ.

## Địa lý
Bellary có vị trí 15°09′B 76°56′Đ / 15,15°B 76,93°Đ Nó có độ cao trung bình là 445 mét (1459 foot).

## Nhân khẩu
Theo điều tra dân số năm 2001 của Ấn Độ, Bellary có dân số 317.000 người. Phái nam chiếm 51% tổng số dân và phái nữ chiếm 49%. Bellary có tỷ lệ 65% biết đọc biết viết, cao hơn tỷ lệ trung bình toàn quốc là 59,5%: tỷ lệ cho phái nam là 73%, và tỷ lệ cho phái nữ là 58%. Tại Bellary, 12% dân số nhỏ hơn 6 tuổi.